# Рудна
Рудна (рум. Rudna) је село у општини Ђулвез, која припада округу Тимиш у Румунији. Насеље је значајно по присутној српској националној мањини у Румунији.

## Положај насеља
Село Рудна се налази у источном, румунском Банату, на 15 км удаљености од Србије. Од Темишвара село је удаљено око 40 км. Сеоски атар је у равничарском делу Баната. Поред села протиче Тамиш.

## Историја
Рудна се као насеље помиње 1332. године у вези са папским давањима, и било је парохија пастора Јована "де Рудна". Налазило се између два тока реке Тамиша и припадало је старој Темишварској жупанији. По предању у близини насеља на левој обали Тамиша је у средњем веку био манастир, који народ назива "намастир". Када су 1660. и 1666. године калуђери манастира Пећка патријаршија посетили место оно је сада под Турцима било варош. Током прве посете 1660. године записали су приложнике у вароши: домаћин Крагуј одобаша, Радан одобаша, непознат одабаша, Никола, Продан (и 1666), Живко Пријић (и 1666), Ђура и Тодор Степанов. У "Горњој махали" приложили су Кузман биров и Илија. Током друге касније посете спомињу се у "паланци Рудна": домаћин монах Никодим (удовац) и његов син поп Давид, деда је био (покојни) монах Гаврил, Живко Крагујев, Марко Субић, поп Дамњан, Станимир, Татомир и Кузман. По "Румунској енциклопедији" пописано је 1717. године у Рудни 30 кућа.
Са мапе Баната из 1761. године види се српски карактер села. Рудна је 1764. године била парохијска филијала у Чаковачком протопрезвирату. По Ерлеру 1774. године Рудна је већински српско насеље у Чаковачком дистрикту. Када је 1797. године пописан православни клир, у месту су била два свештеника. Парох, поп Михаил Лазаровић (рукоп. 1780) и ђакон Георгије Поповић знали су српски и румунски језик.
Насеље се у 18. веку преместило на данашњу локацију, када је и подигнута нова православна црква. Православно парохијско звање је основано у Рудни 1779. године. Рудна је 1787. године имала 72 дома у којим је живело 107 породица или 350 становника. Постоји тада и један православни свештеник. Од пописа из 1792. године наводи се племићи Николићи и Јовановићи (последњи - 1816). Њихова племићка "контрибуетска земља" вреди тада 41.018 ф. Племић Јован Николић није имао деце, па је у првој половини 19. века усвојио Јована Белчића. Белчић је постао племић Николић, са титулом, грбом и поседом.
Место Рудна је 1839. године имало српско и румунско становништво измешано - 998 душа. Спахијски посед са 48 4/8 кметовских сесија држао је племић Николић, са браћом и сестрама.
Рудна је 1905. године мала општина у Модошком срезу. Ту живи 1.622 становника у 262 дома. Највише је тада православних Срба, којих има 1.060 или 65%, са 166 кућа. Од српских јавних здања ту су православна црква и народна школа. Село има све ПТТ комуникације и жељезничку станицу.

## Становништво
Када је 1857. извршен други званични попис Угарске, Рудна је била насеље са 1.273 становника, од којих православаца 1.162. У националном погледу било је 111 Шваба и Срба 1.162. Румуни нису забележени.
Званични митрополијски попис парохија из 1866. године наводи да је тада у месту 1.188 Срба православних. Податак из 1876. године каже да ту живи сада 1.316 становника. Крајем 1891. године у месту је било 1.057 Срба, који су становали у 210 домова. По последњем попису из 2002. године село Рудна имало је 742 становника. Последњих деценија број становника опада.
Село је некада било претежно насељено Србима, али су после више колонизација румунског становништва они данас постали мањина. Национални састав на појединим пописима био је следећи:
| Година пописа | 1910. год.    | 1992. год.  | 2002. год.  |
| Укупно ст.    | 1.728         | 656         | 742         |
| Срби          | 1.012 (58,6%) | 239 (36,4%) | 171 (23,0%) |
| Румуни        | 176 (10,2%)   | 378 (57,6%) | 452 (60,9%) |
| Мађари        | 384 (22,2%)   | 15 (2,3%)   | 17 (2,3%)   |
| Роми          | - (0,0%)      | 6 (0,9%)    | 88 (11,9%)  |
| остали        | 156 (9,0%)    | 18 (2,7%)   | 14 (1,9%)   |

## Религија
Православни храм је посвећен Св. арханђелима Михаилу и Гаврилу, а у њему је била и породична гробница племића Николића. На месту те цркве, након њеног рушења постављен је 1842. године камени крст. Нова данашња црква грађена је 1834—1838. године "ревношћу Алке Николић от Рудне, рођене Текелија от Кевермеш". Иконописац није познат, али се претпоставља на основу потписа "Љ. А." да је то био Љубомир Александровић. На Ускрс 1867. године Олга млада кћи месног спахије Александра пл. Николића, певала је на литургији тропар "Христос Воскресе" и читала апостол. Месни парох рудњански је тада био поп Арон Стојановић. Почетком 20. века црквена општина је била у месту, скупштина редовна, под председништвом Крсте Радованова. Храм је тада у добром стању, има парохијски дом и српско православно гробље. Парохија је пете платежне класе, парохијска се сесија износи 37 кј, а црквено-општински посед са 47 кј. Парох је 1905. године поп Владислав Алексић родом из Бачког Петровог села, који је тек дошао у парохију.
По државном шематизму из 1846. године, село је имало 953 становника, а све црквене матичне књиге се воде од 1779. године. Парох је те 1846. године био тада поп Георгије Тодоровић. Други попис из 1867. године бележи пораст броја православаца - 1.154.

## Образовање
У рудњанској народној школи је 1846. године месни учитељ Исидор Бокшан радио са 25 ученика. Године 1855. је тражен учитељ за рад у школи у Рудни. У месту у народној школи је 1866—1867. године био учитељ Порфирије Глогоњац. По конкурсу из априла 1867. године учитељска плата је износила 105 ф. годишње, са другим мањим приходима. После подржављења школа у Угарској, постоји самостална српска народна вероисповедна школа у месту. Када је у школи по конкурсу 1874. године тражен учитељ, наведено је да је учевни језик српски, и да ће му основна плата бити 350 ф. Председник рудњанске Црквене општине био је тада барон Јован Николић. По условима оглас за упражњено место учитеља 1878. године сада је нижа плата - 105 ф. На поновљеном конкурсу 1879. године плата је опет 300 ф. а кандидат је морао доказати да је православни Србин, да је завршио учитељску школу у Сомбору и да је добар појац. Стечај је расписан и 1884. године о Св. Илији, а понуђена плата износила је 385 ф. Парох поп Арон Стојановић је тада школски управитељ. Коста Ђонин је 1900. године потврђен учитељ са декретом, у рудњанској школи. Школа је народна и ради у једном школском здању. Председник Школског одбора тада је Крста Радованов, школиски управитељ поп Алексић, а школски старатељ Мита Иванов. У српској школи у Рудни биле су 1905—1907. године две "учитељске снаге", супружници: учитељ Душан Матић је родом из Опова, а учитељица је Марија Матић рођена Поповић. Редовну наставу је тада похађало 112 ученика, а у пофторну школу је ишло 33 старијег узраста.

## Племићи Николићи
Била је Рудна село - посед српске племићке породице Николић, која се потписивала са "от Рудне". Власништво поседа Рудна Николићи су куповином 1781. године поделили са реформатором Теодором Јанковићем Миријевским, тада директором српских и румунских школа у Банату. Јанковић се већ идуће 1782. године одселио у Русију, где је имао успешну каријеру. Николићи су наводно цинцарског порекла, а угарско племство стекли 1783. године.
Господари Николићи, који су постали једини власници Рудне, а касније су били "земљодршци Рудњански и Мацедоњски". Мацедонија је суседно место насељено искључиво Румунима, који су имали своју парохију. На страници једне књиге у списку пренумераната су уписани и Николићи. Јован пл. Николић је "Господар од Мацедоније" и члан Жупанијске скупштине, а Петар Николић је "Господар од Рудне" и у истој, Торонталској жупанији "вице-нотар".
Као племићи Николићи остварили су родбинске и друштвене везе са другим угарским племићима као и са српском династијом Обреновић. Јован Николић (1810—1880) је био ожењен Савком (Јелисаветом) (1814—1848), кћерком српског књаза Милоша Обреновића. То је у ствари био усвојени Јован Белчић, којег је усвојио племић Јован Николић, будући да је био без потомства. Имали су "Николићи" три сина: Милоша, Феодора и Петра који су били активни у институцијама. Федор Николић је био најпознатији и најуспешнији потомак. Прво је неколико година био цивилни "адлатус" Босне и Херцеговине, затим краљевски комесар на српском црквено-народном сабору 1890—1897. године, и на крају био црквени председник у Пешти, где је и издавао кратко време "Српски лист". Александар пл. Николић од Рудне, бивши ц и к комесар на српском црквено-народном сабору, преминуо је 1897. године.
Вековима је племићка породица Николић са више синова - потомака, владала је својим поседом у Банату и обављала јавне и државне функције, вршећи истовремено и културну и националну мисију. Племство су стекли још давне 1694. године, аустријски баронат заслужио је Јован 1854. године, угарски баронат 1886. године. Предикат "от Рудне" и наследно чланство у угарском Дому магната добили су 1887. године, а пренос титуле и имена уз доделу новог предикта "од Обренова" било им је дато 12. августа 1905. године. Почетком 20. века Николићев спахилук у Рудни има посед од 6300 кј. земље, а остали Срби још 1200 кј. Поред спахијског дворца који и данас мада оштећен постоји, подигли су на свом имању и породичну гробницу са капелом, уз коју и сад расте племенито дрво кедар (бор). У порту рудњанског храма пренет је надгробни споменик - пирамида подигнут након мађарске буне, спахиници Јелисавети, а који се налазио уз породичну капелу.